# روري تومسون
روري تومسون (بالإنجليزية: Rory Thompson)‏ هو لاعب كرة قدم أسترالية أسترالي، ولد في 12 مارس 1991 في غولد كوست في أستراليا.

## وصلات خارجية
- روري تومسون على موقع AustralianFootball.com (الإنجليزية)
- روري تومسون على موقع AFLtables.com (الإنجليزية)